# Lingua sacra

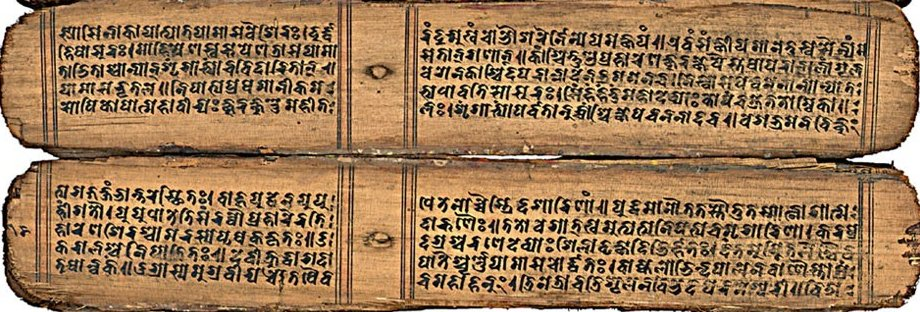
I più antichi manoscritti pervenuti in sanscrito: Devi Māhātmya, su foglia di palma, in un antico scritto Bhujimol, Bihar o Nepal, dell'XI secolo.

Una lingua sacra (in contesto religioso) o lingua liturgica è una lingua coltivata per motivi religiosi da persone che parlano un'altra lingua nella vita quotidiana.

## Concetto
Una volta che una lingua diventava associata ad un culto religioso, i credenti le attribuivano virtù di culto che non avrebbero dato alle loro lingue native. Nel caso dei testi sacri, vi era la paura di perdere l'autenticità e l'accuratezza di una traduzione o ri-traduzione, e difficoltà nel raggiungere l'accettazione di una nuova versione di un testo. Una lingua sacra era tipicamente investita di una solennità e dignità che mancava al vernacolare. Di conseguenza, la formazione del clero per l'uso di una lingua sacra diventava un investimento culturale importante, e il loro uso della lingua era percepito come dar loro l'accesso a un insieme di conoscenze non possibili ai laici, che non potevano (o non avrebbero dovuto) avervi accesso. Nell'Europa medievale, la (reale o putativa) capacità di leggere (vedi anche privilegia clericorum) scritture che erano in latino, era considerata una prerogativa del sacerdozio e un punto di riferimento dell'alfabetizzazione. Fino verso la fine del periodo in cui quasi tutti furono in grado di leggere e scrivere, potevano farlo in latino.
Poiché alle lingue sacre erano attribuite virtù che il volgare non si percepiva avere, conservavano delle caratteristiche che in genere erano state persi nel corso dello sviluppo del linguaggio. In alcuni casi, la lingua sacra era una lingua morta. In altri casi, semplicemente poteva riflettere arcaiche forme di una lingua viva. Per esempio, gli elementi della lingua inglese del XVII secolo rimangono correnti nei servizi del protestantesimo mediante l'uso della Bibbia di re Giacomo o versioni precedenti dell'anglicano Book of Common Prayer. Nei casi più estremi, il linguaggio è cambiato così tanto, rispetto alla lingua del testo sacro, che la liturgia non è più comprensibile senza una formazione specifica.
In alcuni casi, la lingua sacra può anche non essere (o essere stata) nativa per la popolazione locale, ovvero, portata da missionari o pellegrini a popoli che non parlavano quel linguaggio.
Il concetto di lingue sacre è distinto da quello di lingue divine, che sono lingue attribuite alla divinità (Dio o altre divinità) e potrebbero non essere necessariamente lingue naturali. Il concetto, come espresso dal nome di uno scritto, ad esempio in Devanāgarī, il nome di uno scritto che significa "della città della divinità (/Dio)".

## Buddhismo
Il Buddhismo theravada usa il pali come lingua liturgica, e preferisce che le sue scritture siano studiate in lingua originale pali. In Thailandia, il pali è scritto usando l'alfabeto thai, ottenendo così una pronuncia thai della lingua pali.
Il Buddhismo Mahāyāna fa scarso uso della sua lingua originaria, il sanscrito. In alcuni riti giapponesi, i testi cinesi sono letti o recitati con pronuncia giapponese, risultando qualcosa di non intellegibile in entrambe le lingue. Nel Buddhismo tibetano viene usato il tibetano classico, ma i mantra sono in sanscrito.
Il Buddhismo Tibetano usa il tibetano classico come lingua principale per lo studio, sebbene il canone buddhista tibetano sia stato tradotto anche in altre lingue, come mongolo e mancese. Molti elementi della letteratura buddhista sanscrita sono stati preservati perché portati in Tibet. Nonostante il sadhana sia generalmente recitato in tibetano, la parte del mantra della pratica è di solito in sanscrito originale.
In Nepal, la variante Newar del Buddhismo Vajrayana è colma di antici testi buddhisti in sanscrito, molti dei quali ora solamente esistenti in Nepal.

## Cristianesimo

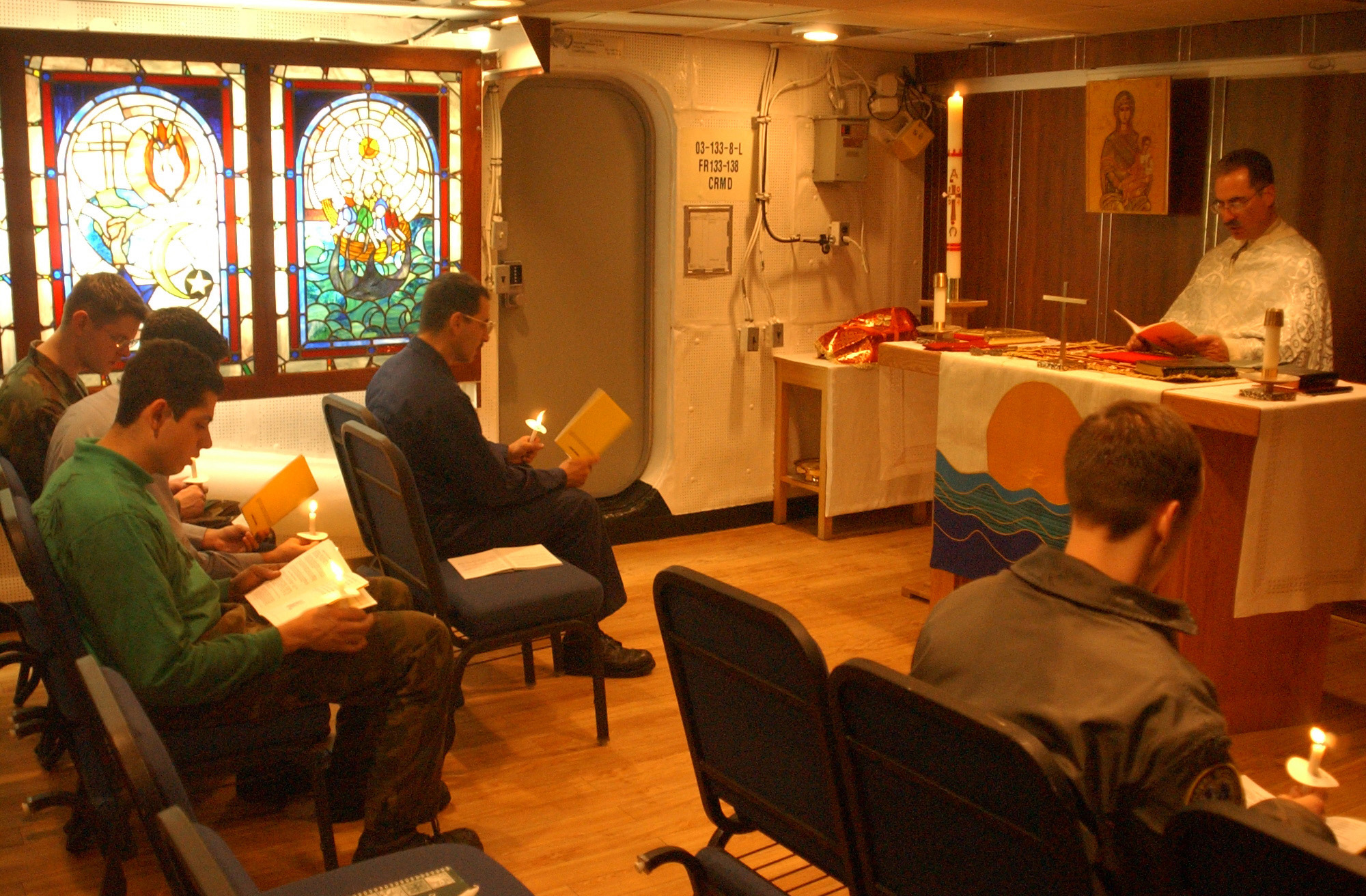
Cappellano della USS Navy, Milton Gianulis, officia il servizio mattutino pasquale, in liturgia ortodossa, a bordo della USS Harry S. Truman (CVN 75)

I riti cristiani, rituali e cerimonie non sono celebrati in una sola lingua sacra. Le chiese che affondano le loro origini negli Apostoli continuano ad utilizzare i linguaggi dei primi secoli dopo Cristo. Le tre lingue più importanti del Cristianesimo antico erano latino, greco e siriaco (un dialetto dell'aramaico).
Con lingue liturgiche si intendono le lingue che hanno precedenza nella liturgia secondo la tradizione. Molte di queste lingue si sono evolute da vernacolari, mentre altre sono state costruite su misura da autorità ecclesiastiche.
Tra esse:
- Lingua latina ecclesiastica nel rito latino della chiesa cattolica (Mentre il latino è la lingua ufficiale di tutte le opere formali della chiesa, questo è stato in gran parte sostituito dal volgare nell'uso liturgico dal 1965).
- Koinè nella Chiesa greco-ortodossa e nella Chiesa cattolica greco-melchita
- Lingua slava ecclesiastica in molte delle autocefale chiese ortodosse orientali e sui iuris chiese cattoliche di rito orientale
- Lingua georgiana antica nella Chiesa apostolica autocefala ortodossa georgiana e nella Chiesa cattolica georgiana
- Lingua armena classica nella Chiesa apostolica armena e nella Chiesa cattolica armena
- Lingua ge'ez nella Chiesa ortodossa etiope, Chiesa cattolica etiope e Chiesa ortodossa eritrea
- Lingua copta nella Chiesa ortodossa copta e Chiesa cattolica copta
- Lingua siriaca nel cristianesimo siriaco rappresentato dalla Chiesa d'Oriente, Chiesa cattolica caldea, Chiesa cattolica sira, Chiesa ortodossa siriaca, Chiesa maronita, Chiesa cattolica siro-malabarese, Chiesa cristiana siriaca giacobita, Chiesa cattolica siro-malankarese
- Inglese moderno (Early Modern English) nella Chiesa Ortodossa in America, nelle parrocchie inglesi della Chiesa Ortodossa Russa all'Estero, la Southern Baptist Church, nelle varie chiese Anglicane e negli ordinariati personali in comunione con la Chiesa cattolica.

L'ampio utilizzo del greco, nella liturgia romana, continuò, in teoria; fu ampiamente utilizzato in maniera regolare durante la messa papale, che non venne celebrata per qualche tempo. L'uso continuo del greco nella liturgia romana venne ad essere sostituito in parte dal latino dal regno di Papa Damaso I. A poco a poco, la liturgia romana assunse sempre di più il latino, e rimasero solo poche parole di ebraico e greco. L'adozione del latino fu ulteriormente favorita quando la versione Vetus Latina della Bibbia fu rivista e sue parti vennero nuovamente tradotte dall'ebraico originale e greco da San Gerolamo nella sua Vulgata. Il latino continuò ad essere la lingua della liturgia e delle comunicazioni della Chiesa occidentale. Uno dei motivi pratici, potrebbe essere stato che non esistevano vernacoli standardizzati in tutto il Medioevo. Lo slavo ecclesiastico venne utilizzato per la celebrazione della liturgia romana nel IX secolo (due volte, 867-873 e 880-885).
Verso la metà del XVI secolo, il Concilio di Trento respinse una proposta per introdurre le lingue nazionali, in quanto la cosa fu vista come potenziale divisione all'unità cattolica.
Dalla fine del XVI secolo, lungo la costa croata, il vernacolo slavo ecclesiastico andò gradualmente sostituendo la lingua liturgica. Ad esempio, il volgare venne utilizzato nella richiesta fatta alla sposa e allo sposo, di dichiarare se accettavano i voti del matrimonio.
I gesuiti, missionari in Cina, aveva cercato, e per un breve periodo di tempo, ricevuto il permesso di tradurre il Messale Romano in lingua cinese classica (vedere controversia dei riti cinesi). Tuttavia, l'autorizzazione venne revocata definitivamente. Gli algonchini e gli irochesi, ricevettero il permesso di tradurre il proprio della messa in lingua volgare.
Nel XX secolo, papa Pio XII consentì che alcune lingue nazionali venissero utilizzate per alcuni specifici riti, rituali e cerimonie. Ciò non comprendeva la liturgia romana della messa.
La Chiesa cattolica, molto prima del Concilio Ecumenico Vaticano II ('Vaticano II') accettò e promosse l'uso delle lingue liturgiche non volgari di cui sopra; le vernacolari (cioè moderne o native) non vennero mai usate liturgicamente Fino al 1964, quando i primi permessi vennero dati per alcune parti della liturgia romana che si poteva celebrare secondo alcune traduzioni approvate in volgare. L'uso della lingua volgare nella pratica liturgica ha creato polemiche in una minoranza di cattolici, e l'opposizione al vernacolare liturgico è un importante principio dei movimento dei cattolici tradizionalisti.
Nel XX secolo, il Vaticano II si proponeva di proteggere l'uso del latino come lingua liturgica. In larga misura, in un primo la sua prescrizione venne ignorata e in volgare divenne non solo normale, ma in genere utilizzato esclusivamente nella liturgia. Il latino, che rimase la lingua principale del rito romano, è la lingua principale del messale romano (il libro ufficiale della liturgia per il rito latino) e del Codice di Diritto Canonico, e l'uso di latino liturgico è ancora incoraggiato. Le cerimonie papali ne fanno ancora uso su larga scala. Nel frattempo, le numerose Chiese orientali cattoliche, in unione con Roma, adottarono la propria rispettiva lingua 'genitoriale'. Come questione sussidiaria, non correlata alla liturgia, il Codice di Diritto Canonico Orientale, per comodità, è stato promulgato in latino.
Le chiese ortodosse orientali variano nell'utilizzo delle lingue liturgiche all'interno delle funzioni religiose. Il koinè e lo slavo ecclesiastico sono le principali lingue utilizzate nelle Chiese di comunione ortodossa orientale. Tuttavia, la chiesa ortodossa orientale consente anche l'uso di altre lingue per il culto liturgico, e ogni paese ha le funzioni liturgiche nella sua lingua. Ciò ha portato a una grande varietà di lingue utilizzate per il culto liturgico, ma ancora non vi è uniformità. Così si può partecipare a un servizio ortodosso in un altro luogo e il servizio sarà (relativamente) lo stesso.
Tra le lingue liturgiche usate nelle chiese ortodosse orientali ci sono: koinè, slavo ecclesiastico, rumeno, georgiano, arabo, ucraino, bulgaro, serbo, inglese, spagnolo, francese, polacco, portoghese, albanese, finlandese, svedese, cinese, estone, coreano, giapponese, diverse lingue africane e altre lingue mondiali.
Le chiese ortodosse orientali usano regolarmente il vernacolo di comunità esterne alla Chiesa locale. Tuttavia alcuni membri del clero e della comunità, preferiscono mantenere la loro lingua tradizionale o utilizzare una combinazione di lingue.
Molti gruppi di anabattisti, come gli Amish, usano la lingua alto-tedesca per le loro orazioni, nonostante non parlino questa lingua tra di loro.

## Giudaismo
Il nocciolo della Tanakh (la Bibbia ebraica) è scritto in ebraico biblico, ovvero ciò che gli ebrei chiamano Leshon Ha-Kodesh (לשון הקודש‎), "La lingua sacra". L'ebraico (e, in caso di alcuni testi come il Kaddish, l'aramaico) rimangono le lingue tradizionali della preghiera ebraica, anche se il loro uso oggi vari a seconda delle denominazioni: Le preghiere dell'ebraismo ortodosso sono quasi interamente in ebraico, nell'ebraismo riformato viene usata la lingua nazionale e l'ebraico per solo qualche inno o preghiera, nentre l'ebraismo conservatore usa abbastanza equilibratamente le due lingue. L'ebraico rabbinico e l'aramaico sono usati estensivamente dagli ortodossi per scrivere i testi religiosi. Tra i molti gruppi di ultra ortodossi, Yiddish, anche se non in liturgia, viene usato per lo studio della Torah.
Tra i sefarditi di lingua ladina, un calco linguistico di ebraico o aramaico e castigliano, era usato per traduzioni sacre come la Bibbia di Ferrara. Era usato soltanto durante la liturgia sefardita. Si noti che in nome Ladino è usato anche per giudeo-spagnolo, un dialetto castigliano usato dai sefarditi anche nel XX secolo.

### Dunmeh
I Dunmeh, i discendenti dei seguaci sefarditi di Sabbatai Zevi che si convertirono all'Islam, usarono il giudeo-spagnolo in alcune delle loro preghiere, ma questo sembra al giorno d'oggi limitato alle generazioni più anziane.

## Induismo
L'induismo ha tradizionalmente due lingue liturgiche, il sanscrito e il tamil. Il sanscrito è la lingua del Veda, Bhagavadgītā, Purāṇa, Bhagavatham, Upanishad e diversi altri testi liturgici come il Sahasranama, Chamakam e Rudram. É anche la lingua di molti rituali hindu.
La lingua tamil è la lingua dei 12 Tirumurai (che sono i grandi inni devozionali di Tevaram, Tiruvacakam, ecc,) e il Naalaayira Divya Prabhandham (considerato l'essenza dei Veda, in Tamil, e in tutti in lode del signore Vishnu). Questi inni devozionali, che vengono cantati in quasi ogni tempio di Shiva e Visnù del sud dell'India, l'allora paese dei Tamil e anche nei templi indiani del Nord come il Tempio Badrinath, sono considerati la base del movimento Bhakti. Le persone che seguono kaumaram, Vainavam e Shaivam, sette del sud dell'India, usano il tamil come lingua liturgica assieme al sanscrito. Il Divya Prabandha è cantato nella maggior parte dei templi di Vishnu dell'India del Sud come il Tirupati. I Dravidi consideravano sacra e divina la loro lingua, il tamil, con pari dignità al sanscrito all'interno dei rituali del tempio, che è ancora seguito da alcuni templi odierni di area non - tamil. Il divya prabhandams e il devaram sono riferiti a Dravida Vedam (Tamil Veda).
Un antico mito afferma che sanscrito e tamil emersero dallo stesso lato del tamburo divino di Shiva della creazione, mentre ballava la danza della creazione come Nataraja o il suono della forza cosmica.
- Anche la maggior parte dei testi devozionali su Murugan o Subramanian sono in tamil e riferimenti nell'antica letteratura tamil fanno risalire l'origine del signore Murugan all'antico paese dei Tamil.[7]
- I Tamil ritengono che la loro stessa lingua sia una dea, Tamil Thaai. Essa è adorata dai Tamil di tutto il mondo. A Madurai, vi è un tempio della dea Tamil Thaai.

### Liṅgāyat
La lingua kannada è la lingua dei Liṅgāyat. Gran parte della letteratura della tradizione del Śivaismo è in kannada, ma alcune opere si trovano anche in lingua telugu e in sanscrito.

## Islam
L'arabo classico è la lingua sacra dell'Islam, la lingua del Corano e la lingua madre di Maometto. Come il latino nell'Europa medievale, l'arabo è sia la lingua liturgica che quella parlata del mondo arabo.
Alcuni affiliati musulmani minori, in particolare i Nizariti del Grande Khorasan e i Badakhshan hanno visto e vissuto il persiano come lingua liturgica durante il periodo Alamūt (1094-1256 dC) e nel periodo post-Alamut (1256 ad oggi).
La diffusione dell'Islam in tutto il Sud-est asiatico marittimo ha visto e vissuto il malese come lingua liturgica.

## Santeria
La santeria, religione sincretica praticata nelle Americhe, usa nei propri riti il lucumí, lessico derivato dalla lingua yoruba, quest'ultima parlata nell'Africa occidentale.